# Бальзам (напій)

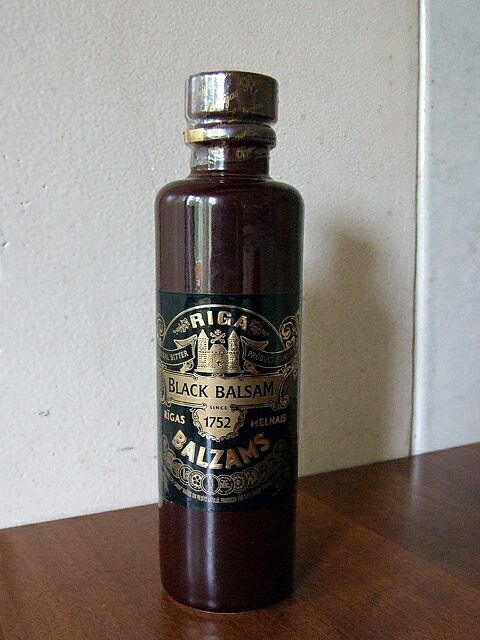
Пляшка Чорного ризького бальзаму

Бальза́м (грец. balsamon, перекладається як лікувальний засіб, а також густий запашний сік з розчинених в ефірних оліях смол і інших рослинних речовин) — міцний алкогольний напій, що увібрав в себе безліч ароматних настоїв цілющих трав, коріння, плодів, різних ефірних олій. Саме ці натуральні добавки дають бальзаму своєрідний коричневий колір, широку гамму смакових відтінків і аромат. Насичені цінними натуральними інгредієнтами, бальзами надають стимулюючу і тонізуючу дію при фізичній і розумовій перевтомі, нездужанні і слабкості. Міцність напою — 40-45 %.
Бальзами — міцні алкогольні напої, в основу яких покладений настій лікарських трав, корінців і листя, натуральні соки, мед, цукор і колер. Тут рослинна сировина є в основному засобом від застудних, шлунково-кишкових захворювань. Бальзами збуджують апетит, мають стимулюючу та тонізуючу дію.

## Офіційне визначення
Бальзам (лікеро-горілчаного виробництва) — лікеро-горілчаний напій міцністю від 35,0 % до 45,0 % з масовою концентрацією екстрактивних речовин від 7,0 до 30,0 г/100см³, темно-коричневого або темно-червоного кольору з пряним ароматом та тонізувальними властивостями, виготовлений на основі настоїв спиртових, соків плодово-ягідних спиртових та інших натуральних смакових добавок з додаванням колеру або без нього.